# Likert score
Der Likert score oder das PI-RADS (Prostate Imaging-Reporting and Data System) ist ein fünfstufiges System zur standardisierten Beurteilung von Prostataveränderungen auf der Basis einer multiparametrischen Magnetresonanzuntersuchung (MRT), insbesondere der Einschätzung ob ein Prostatakrebs vorliegt oder nicht. Er wurde von Louise Dickinson und Mitarbeitern 2013 vorgeschlagen. Der Likert score dient zur Unterscheidung ob eine Biopsie notwendig ist, wo sie vorgenommen wird und ob bereits Tumorzellen außerhalb der Prostata und in den regionären Lymphknoten vorhanden sind. Das System zeigt gute Übereinstimmungen zwischen Bildgebung und Pathologie und ermöglicht eine einfache Kommunikation zwischen Radiologen und Urologen, denn MRT-Befundmitteilungen sind häufig unstrukturiert und unübersichtlich, so dass relevante Informationen für den Kliniker nur schwer zu erkennen sind. Durch die nach dem Prinzip einer Likert-Skala vom Radiologen getroffene Einschätzung der Befunde, wird dem Kliniker jedoch eine einfache Handlungshilfe gegeben. Ein ähnliches Einstufungssystem gibt es mit dem Breast Imaging Reporting and Data System (BI-RADS) des American College of Radiology für den Brustkrebs.
| 1 | Prostatakrebs sehr unwahrscheinlich |
| 2 | Prostatakrebs unwahrscheinlich      |
| 3 | unklarer Befund                     |
| 4 | Prostatakrebs wahrscheinlich        |
| 5 | Prostatakrebs sehr wahrscheinlich   |